# American Colonization Society

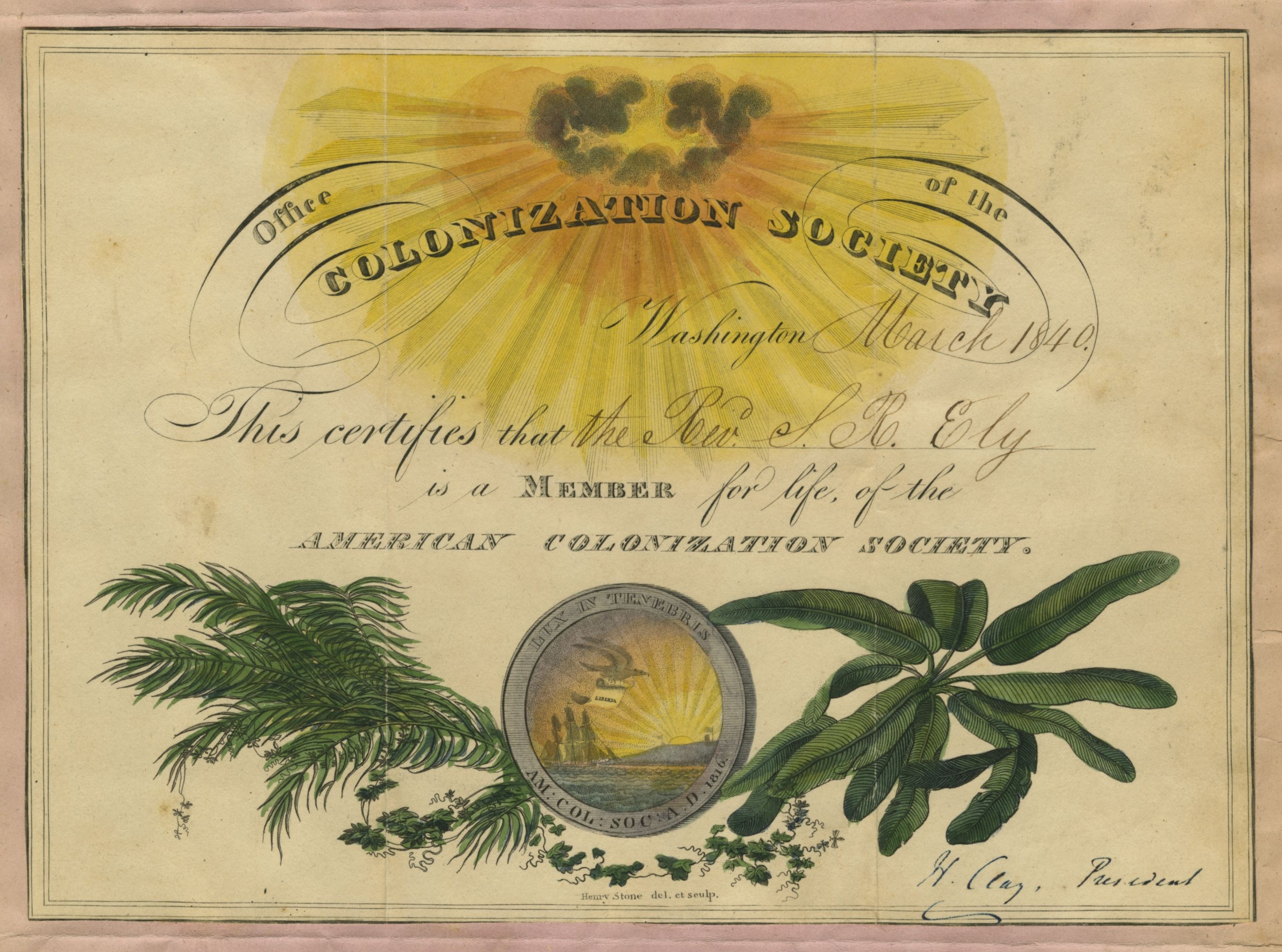
Certificaat van lidmaatschap van de American Colonization Society (1840)

De American Colonization Society  (tot 1837: de Society for the Colonization of Free People of Color of America) was een Amerikaanse organisatie die in 1816 werd opgericht om te bevorderen dat in vrijheid geboren zwarte Amerikanen en vrijgemaakte slaven naar Afrika zouden emigreren. De organisatie werd nooit erg succesvol vanwege het gebrek aan interesse bij vrije zwarten, groeiende tegenstand van witte abolitionisten, en de hoge kosten van het vervoer en herhuisvesten van zoveel mensen. Tussen 1821 en 1867 werden ongeveer 10.000 vrije zwarte Amerikanen in Liberia geherhuisvest, en ook enkele duizenden slaafgemaakte Afrikanen die aan boord waren geweest van in beslag genomen slavenschepen. Na de Amerikaanse Burgeroorlog was de ACS nauwelijks meer betrokken bij het organiseren van migratie naar Afrika op grote schaal. De organisatie ging zich in de 20e eeuw bezighouden met onderwijs en christelijke zending in Liberia, en werd uiteindelijk in 1964 opgeheven.

## Oprichting
De American Colonization Society (ACS) werd in 1816 opgericht door Robert Finley, een Presbyteriaanse dominee, en enkele prominente Amerikanen, waaronder Francis Scott Key, Henry Clay en Bushrod Washington (een neef van president George Washington en de eerste voorzitter van het genootschap). Aanleiding tot de oprichting was de toen gangbare opvatting dat vrije mensen van kleur niet zouden kunnen integreren in de Amerikaanse samenleving.  
Het aantal vrije zwarten was na de Amerikaanse Onafhankelijkheidsoorlog snel gegroeid: van 60.000 in 1790 tot 300.000 in 1830. Slaveneigenaren vreesden dat de vrije zwarten slaven zouden helpen ontsnappen of zouden aanzetten om in opstand te komen. Daarnaast steunden veel blanke Amerikanen het racistische idee dat Afro-Amerikanen inferieur waren en daarom uit het land moesten vertrekken. Het voorbeeld voor de ACS was een Brits kolonisatie-project in Afrika, dat de "zwarte armen" van Londen wilde laten migreren naar Sierra Leone. De ACS stelde voor om vrije Amerikaanse zwarten te laten verhuizen naar een kolonie in West-Afrika, het latere Liberia. 
De ACS werd opgericht door twee groepen die meestal tegenover elkaar stonden als het om slavernij ging. Slavenhouders geloofden dat repatriëring een manier was om af te komen van de door hen gevreesde vrije zwarten. De organisatie had vooral veel steun onder slavenhouders in de staat Virginia. De presidenten Thomas Jefferson, James Madison en James Monroe behoorden tot de aanhangers. Madison was begin 1830 voorzitter. Een coalitie van evangelisch-protestanten, Quakers, filantropen en abolitionisten steunde de afschaffing van slavernij, maar geloofde dat de vrijgemaakte slaven een beter leven zouden hebben in Afrika dan in de Verenigde Staten. Deze twee tegengestelde groepen vonden elkaar rond het idee van  "repatriëring".   

## Activiteiten

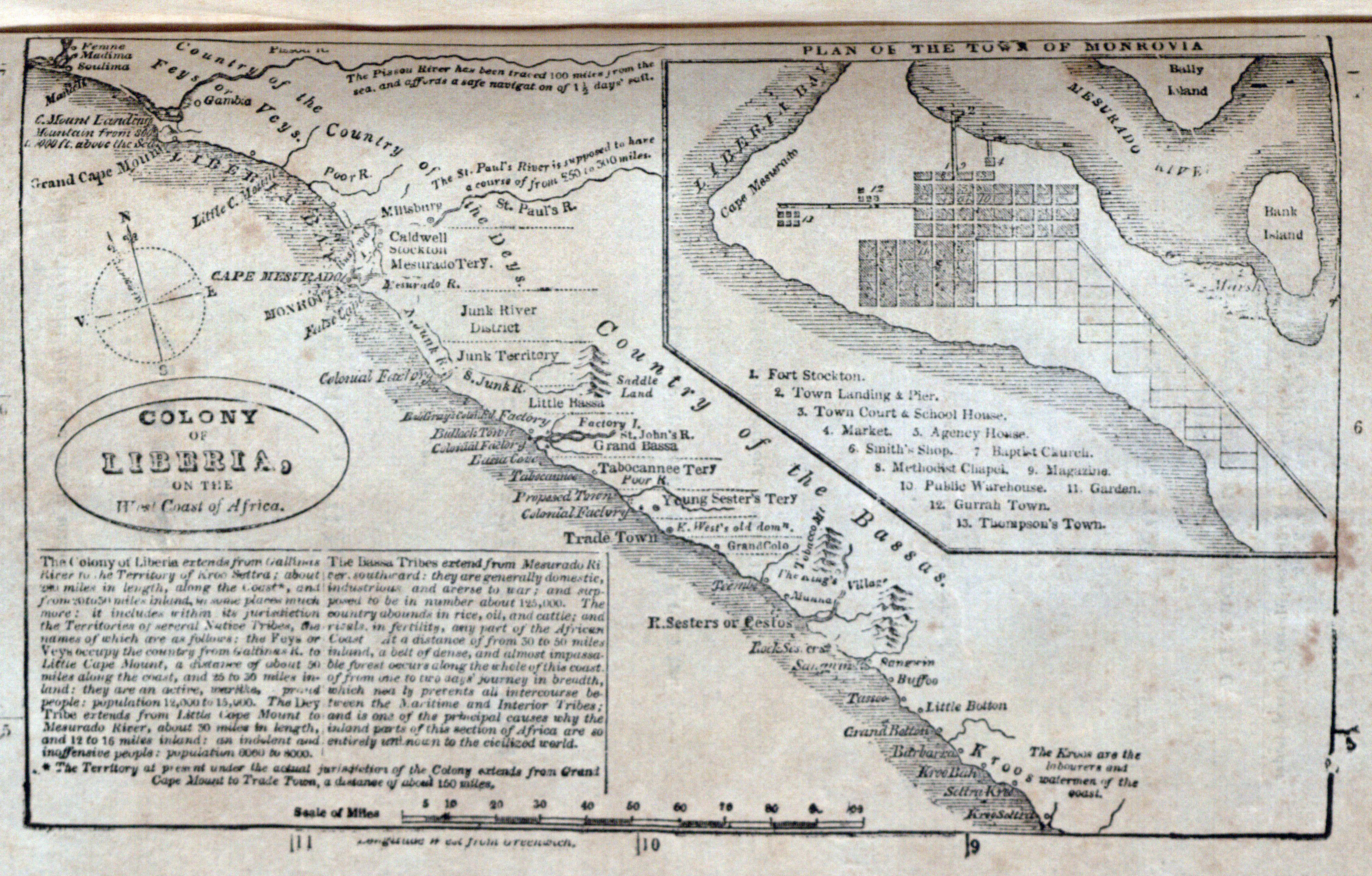
Kaart van de kolonie Liberia (1836)

De ACS zamelde geld in door lidmaatschappen te verkopen. De leden oefenden druk uit op het Amerikaans Congres en de President voor steun. In 1819 ontvingen ze $100.000 van het Congres. De overheid hielp de ACS ook bij de aankoop van Kaap Mesurado aan de kust van West-Afrika, later onderdeel van de kolonie Liberia. De ACS kocht slaven en maakte hen vrij, betaalde hun overtocht en bood de migranten hulp na hun aankomst in Afrika.
Op 6 februari 1820 vertrok het eerste schip, de Elizabeth, vanuit New York naar West-Afrika met 86 emigranten aan boord. De omstandigheden in Liberia waren niet gunstig: bijna de helft van de nieuwkomers zou overlijden aan tropische ziekten, vooral malaria. In de beginjaren stierf 22% van de immigranten binnen een jaar. De ACS wist van het hoge sterftecijfer, maar bleef mensen naar de kolonie sturen. Tussen 1821 en 1867 werden ongeveer 10.000 vrije zwarte Amerikanen in Liberia geherhuisvest, en enkele duizenden slaafgemaakte Afrikanen die aan boord waren geweest van inbeslaggenomen slavenschepen.
De Afro-Amerikaanse gemeenschap verzette zich tegen het kolonisatieproject. In de meeste gevallen woonden Afro-Amerikaanse families al generatieslang in de Verenigde Staten en voelden zij geen band met Afrika. Hoewel het om vrijwillige emigratie zou gaan, werden veel mensen, vrij of tot slaaf gemaakt, onder druk gezet om te emigreren. Sommige slavenhouders wilden hun slaven alleen vrij maken op voorwaarde dat ze Amerika onmiddellijk zouden verlaten.   
Vanaf de jaren 1830 kregen de ACS en het idee van 'repatriëring' ook te maken met groeiende vijandigheid van blanke abolitionisten, onder leiding van Gerrit Smith en William Lloyd Garrison. Volgens Garrison was het genootschap geen oplossing voor het probleem van de Amerikaanse slavernij, maar hielp het juist om slavernij in stand te houden.  

## Afschaffing slavernij en einde kolonisatie

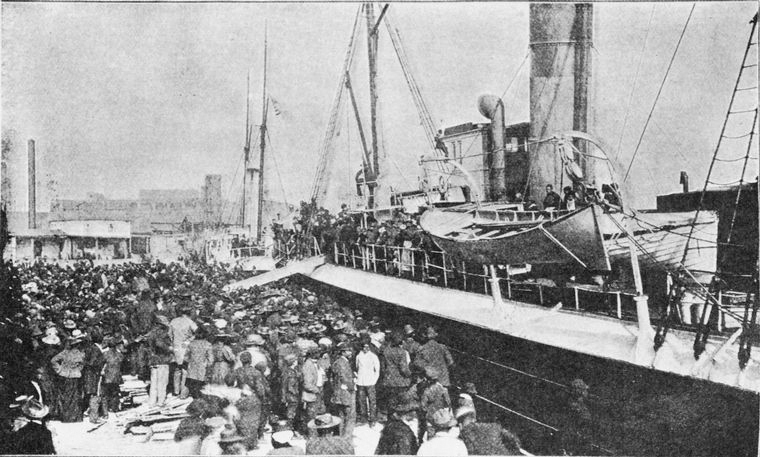
Vertrek van Afro-Amerikaanse emigranten naar Liberia (1896)

Vanaf 1840 ging het bergaf met de ACS. Liberia, dat min of meer een overzeese vestiging van de ACS was geweest, verklaarde zich in 1847 onafhankelijk.
De financiën bleven een probleem. De kosten van transport, herhuisvesting en bevoorrading van grote groepen mensen in Liberia waren erg hoog. De ACS probeerde vele jaren zonder succes het Amerikaanse Congres te overtuigen om de emigratieplannen te financieren. Men had in de jaren 1850 enig succes met fondsenwerving bij de staten: onder andere Virginia, Pennsylvania en New Jersey maakten fondsen beschikbaar. In het begin van zijn presidentschap steunde Abraham Lincoln nog emigratie zoals voorgesteld door het ACS, maar zijn pogingen om het in te voeren mislukten. Sommige historici menen dat Lincoln het idee in 1863 losliet, nadat zwarte troepen waren ingezet in de Burgeroorlog. Hij liet het idee van kolonisatie in Afrika publiekelijk varen nadat hij erover gesproken had met Frederick Douglass, die er fel tegen was. 
Direct na de afschaffing van de slavernij waren steeds minder Afro-Amerikanen geïnteresseerd in emigratie naar Liberia. In de jaren 1870 was er een tijdelijke opleving in de activiteiten van de ACS omdat veel Afro-Amerikanen de hoop verloren dat ze in Amerika ooit volledige burgerrechten zouden krijgen. De ACS stuurde in die periode nog eens tweeduizend mensen naar Liberia.  In 1904 vertrokken de laatste kolonisten. De organisatie ging zich daarna in Liberia bezighouden met onderwijs en zendingswerk, en werd in 1964 opgeheven.